# زمین‌لرزه ۱۹۹۲ بیگ بر
زمین‌لرزه بیگ بر  در تاریخ ۲۸ ژوئن ۱۹۹۲ میلادی، برابر با ‎۷ تیر ۱۳۷۱، ساعت ۱۵:۰۵:۳۰ به زمان یوتی‌سی در کالیفرنیا، منطقه دریاچه بیگ بر رخ داد. ژرفای این زلزله ۱۲٫۳ کیلومتر بود، و بزرگی آن ۶٫۵ در مقیاس Mw اعلام شده‌است. زمین‌لرزه به وقت محلی در روز یکشنبه، ساعت ۷ روی داده و منطقه زمانی آن یوتی‌سی -۸ بوده‌است (با لحاظ تغییر ساعت تابستانی).
سازمان زمین‌شناسی آمریکا نیز رومرکز این زمین‌لرزه را در مختصات ۳۴°۱۲′۱۱″شمالی ۱۱۶°۴۹′۳۷″غربی / ۳۴٫۲۰۳°شمالی ۱۱۶٫۸۲۷°غربی و ژرفای آن را در ۵ کیلومتر گزارش کرده‌است. بزرگی برگزیدهٔ این سازمان از میان بزرگی‌های محاسبه‌شدهٔ مختلف ۶٫۵ در مقیاس Mw بوده و از دید اثر، در میان چهار دسته‌بندی «نامحسوس»، «محسوس»، «زیان‌آور» یا «با تلفات»، زلزله را «با تلفات» اعلام کرده‌است.رانش زمین در آن به وجود آمده‌است.
پروژهٔ «تنسور گشتاور مرکزوار» زاویه‌های (راستا، شیب، ریک) گسل سازندهٔ زمین‌لرزه و صفحه عمود بر آن را (°۳۱۸، °۸۸، °۱۷۸) یا (°۴۸، °۸۸، °۲) و نوع گسل را «امتدادلغز» فرارسانده‌است.
زمین‌لرزه هیچ کشته‌ای نداشته‌است.